# Johann Rudolf Tillier (Ratsherr, 1629)

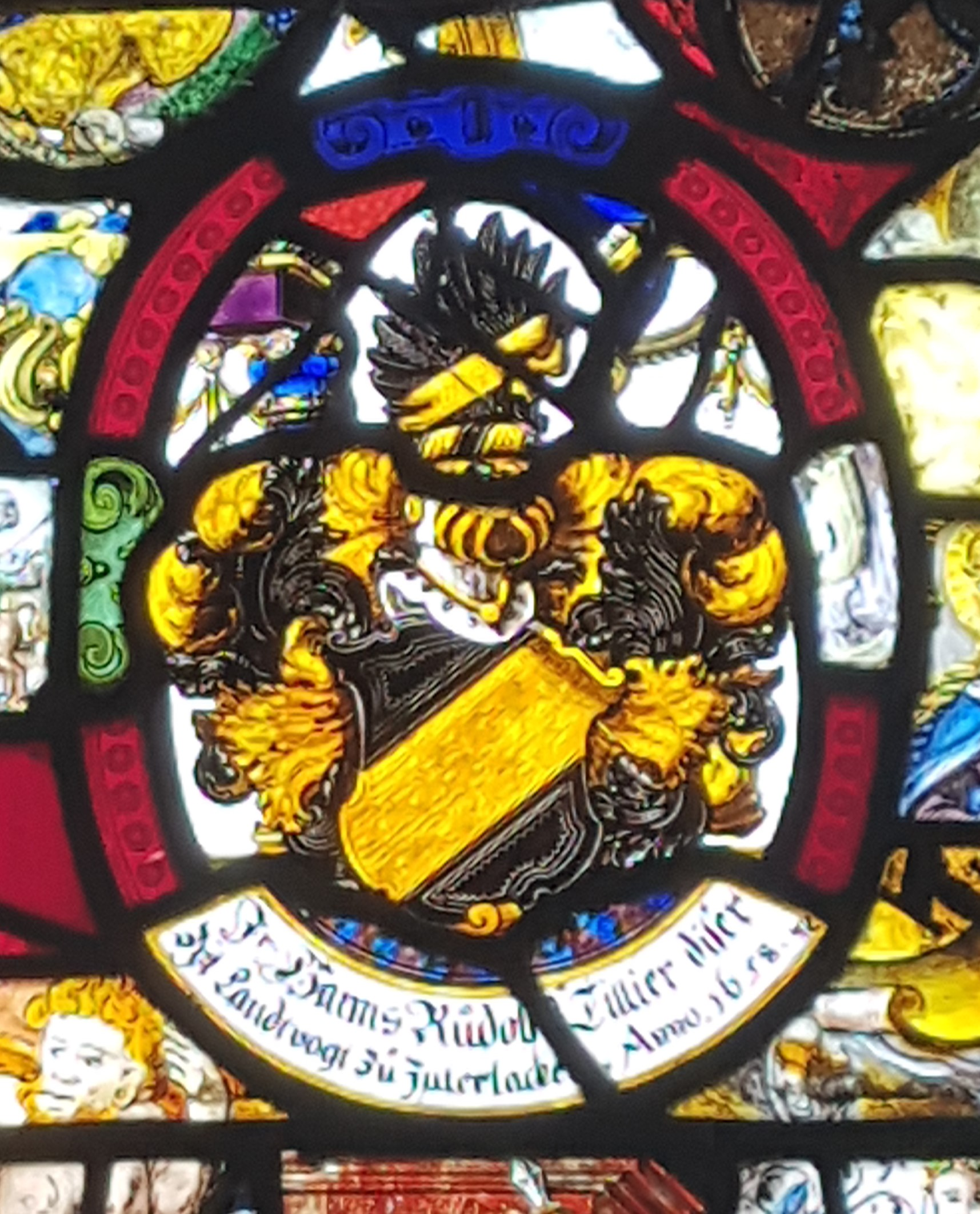
Kabinettscheibe Johann Rudolf Tillier (1658), Sudeley Castle (England)

Johann Rudolf Tillier (* April 1629; † 6. Mai 1695) war ein Schweizer Politiker.
Tillier wurde 1651 bernischer Grossrat, 1655 Ohmgeltner, 1657 Vogt von Interlaken, 1674 Schultheiss von Thun, 1681 Mitglied des bernischen Kleinen Rates und 1687 Deutschseckelmeister.
Tillier heiratete 1646 in Bern Elisabeth Thellung. Aus der Ehe gingen fünf Kinder hervor, vier Töchter und ein Sohn, Johann Anton Tillier (1648).